# بيلي مونتجومري
بيلي مونتجومري (بالإنجليزية: Billy Montgomery)‏ هو سياسي أمريكي، ولد في 7 يوليو 1937. حزبياً، نشط في الحزب الديمقراطي والحزب الجمهوري. وقد انتخب عضو مجلس نواب لويزيانا.